# Браиловская волость (Александрийский уезд)
Браиловская волость — административно-территориальная единица Александрийского уезда Херсонской губернии.
По состоянию на 1886 год состояла из 7 поселений, 7 сельских общин. Население 3750 человек (1771 мужского пола и 1979 женского), 718 дворовых хозяйств.
| Собственность  | Площадь (в т. ч. пахотной) |
| -------------- | -------------------------- |
| Сельских общин | 4521 (3362)                |
| Частная        | 9507 (2342)                |
| Другая         | 201 (80)                   |
| Всего          | 14 229 (5784)              |

Самые большие поселения:
- Браиловка — село при прудах в 35 верстах от уездного города, 1229 человек, 215 дворов, православная церковь, винокуренный завод, винный склад, 2 лавки. За 5 вёрст — железнодорожная станция.
- Белецковка — село при озере Ревячем, 647 человек, 140 дворов, православная церковь.
- Павловка — село, 380 человек, 68 дворов, лавка.

По состоянию на 1896 год в волости насчитывалось 18 поселений, 982 дворовых хозяйства, население составляло 6083 человека.